# Хайт Аркадій Йосипович
Аркадій Йосипович Хайт (нар. 25 грудня 1938, Москва — пом. 22 лютого 2000, Мюнхен) — радянський і російський письменник-сатирик, драматург і сценарист. Лауреат Державної премії СРСР (1985). Автор сценаріїв мультиплікаційних фільмів «Ну, постривай!» та «Пригоди кота Леопольда».

## Біографія
Народився 25 грудня 1938 року в Москві в єврейській родині уродженців Одеси — інженера Йосипа Нафтуловича Хайта (1908—1996) та Раїси Ельївни Хайт (1909—1991). Закінчив Московський інженерно-будівельний інститут (1961, інженер-будівельник). Ще навчаючись в інституті, писав різні мініатюри для студентських капусників. З 1961 року займався літературною діяльністю.
Автор гумористичної програми «Радіоняня», численних естрадних мініатюр Аркадія Райкіна, Геннадія Хазанова, Володимира Винокура, Андрія Миронова, Євгена Петросяна та інших акторів. Виступав на естраді з сатиричними монологами.
За спогадами Олександра Левенбука, тексти і монологи Хайта читали не тільки актори (в тому числі Інна Чурикова і Валентин Гафт), але навіть Ірина Родніна і В'ячеслав Зайцев. Монолог Хайта «Лід і полум'я» (про те, як пляжну сцену знімали взимку) в різний час читали Савелій Крамаров і Андрій Миронов. А Григорій Горін читав на своїх творчих вечорах лист, який надіслав йому Хайт.
За словами письменника-сатирика Сергія Кондратьєва, в 1974 році Аркадій Хайт винайшов для Євгена Петросяна новий фельєтонний прийом — «Не розумію» і написав перший фейлетон з цієї серії, який артист читав у програмі «Добре слово і кішці приємно», повний текст якого був опублікований в книзі Хайта «Не треба овацій». Пізніше нові твори цієї серії писали й інші автори, зокрема, Михайло Задорнов.
27 січня 1996 року емігрував до Німеччини. Влітку 1998 року у письменника була діагностована лейкемія, лікування результату не дало. Помер на 62-му році життя 22 лютого 2000 року в Мюнхені.
Похований на Новому Єврейському кладовищі у Мюнхені, частину землі з могили перевезли до сімейного поховання на Востряковському кладовищі Москви.

## Родина
- Дружина — Людмила Климова.
  - Син — Олексій Аркадійович Климов, сценарист і продюсер анімаційного проекту «Перший загін»[8].

## Визнання і нагороди
- Лауреат Державної премії СРСР за твори літератури та мистецтва для дітей (31 жовтня 1985 року)[9].
- Премія «Ніка», за сценарій фільму «Паспорт» (спільно з Резо Габріадзе і Георгієм Данелією) (1991).
- Премія «Золоте теля» «Клубу 12 стільців» «Літературної газети» (двічі — 1970 і 1976 роки).

## Творчість

### Естрадні програми
- 1968 — День відкритих дверей
- 1973 — Троє вийшли на сцену, виконавці  Л. Шимель, А. Писаренко і Є. Петросян

### Вистави
- 1978 — Дрібниці життя, виконавець Г. Хазанов, автор сценарію
- 1980 — Добре слово і кішці приємне, виконавець  Є. Петросян, автор сценарію  (крім того, написав монологи «Люди добрі»[10], «Дирижёр»[11], «Директор огорода», «Непонимающий», «Школа, школа» и «Друг природы»[12])
- 1981 — Очевидне і неймовірне, виконавець Г. Хазанов, автор сценарію
- 1982 — Чи немає зайвого квитка ?, виконавці В. Винокур, І. Олейников та Р. Казаков, автор сценарію

#### Номери в естрадних програмах
- 1975 — Монологи, виконавець Є. Петросян ( монолог «Автоматика» )
- 1986 — Як ся маєте ?, виконавець Є. Петросян ( монологи «Як ся маєте?», «Цегла на голову», «Аля-улю», сценки «Співчуття», «Мода», «Я зараз повернуся, хворий!», музичний фейлетон «Черга» (написані спільно з  Олександром Левенбуком )
- 1990 — Інвентаризація, виконавець Є. Петросян ( монологи «Рекомендація», «Перебудова на сімейному фронті» )[13]
- 1991 — Дурні ми всі, виконавець Є. Петросян ( монолог «Японський городовий» (написаний спільно з Георгієм Теріковим), «Спільний бізнес» (написаний спільно з Олегом Назаровим), «Аномальні явища» (написаний спільно з  Сергієм Кондратьєвим), скетчі «Як назвати» і «Конкурс краси» (вик. Є. Петросян та Є. Чувильчикова))[14][15]

### П'єси
- 1988 — Поїзд за щастям
- 1989 — Єврейські пісні періоду перебудови
- 1991 — Зачарований театр
- 1993 — Національність? Так!
- 1997 — Моя кошерна леді

### П'єси для дітей
- 1975 — Чудеса с доставкой на дом
- 1979 — Золотой ключик
- 1985 — Ну, Волк, погоди!

### Твори
- 1971 — Шосте почуття
  - Оповідання «Шосте почуття»[16]
    - Герой виявив, що він володіє новим, «шостим відчуттям» людини, абцилохордія; не сказано яку, але описане «з почуттям». Герой спочатку відчував себе досить зарозуміло, що тільки він один володіє цим почуттям, але поступово починає тужити, що йому ні з ким поділитися враженнями: всі навколо не визнають, що абцилохордія є. Нарешті він якось ненароком кидає випадковому співрозмовнику: «Ах, яка сьогодні абцилохордія!» і несподівано чує: «Да, абцилохордія хоч куди!». Обидва надзвичайно раді, що зрозуміли одне одного, але раптом другий зауважує: «до Речі, а ліпотапія теж непогана.» Герой: «Яка така ліпотапія?». Співрозмовник, зверхньо: «Як, Ви не відчуваєте ліпотапії!?» — герой, ображено: «Та немає ніякої ліпотапії, не вигадуйте!» ….
- 1971 — Під одним дахом
- 1979 — Дрібниці життя
- 1982 — Не треба овацій (до книги увійшли, зокрема, монологи, написані Аркадієм Хайтом для Аркадія Райкіна (монологи «Три думки по одному питанню» з програми «Дерево життя»[17],), Геннадія Хазанова («Пил в очі»[18], «Біг у мішку»[19], «Друг „Радіоняні“»[20], «Повний спокій», «Папуга»[21], «Дурень»[22], «Свої люди — поквитаємось»[23],) і Євгена Петросяна («Ех, наука»[24], «Ідіот»[25], «Шкільні роки»[26], «Диригент»[27], «Не розумію»[6]))
- 1991 — Тридцять років потому (до книги увійшли сценки і монологи Хайта за 30 років творчої діяльності — як, наприклад, оповідання «Слон» (було інсценовано в передачі «Кабачок „13 стільців“»[28]) і «Аксіома» (згодом став сюжетом журналу «Єралаш»[29]), монологи «Пил в очі», «Таргани», «Папуга» і «Повний спокій», написані для Геннадія Хазанова, монологи «Люди добрі», «Шкільні роки», «Друг природи» та «Не в назві справа», написані для Євгена Петросяна)[30]
- 2001 — Аркадій Хайт. 224 вибрані сторінки. «Золота серія гумору», ISBN 5-264-00682-2, вид-во «Вагриус», 2001
- 2004 — Антологія сатири та гумору Росії XX століття. Те 35. Аркадій Хайт. ISBN 5-699-08446-0 (в книгу увійшли, зокрема, монологи, написані Аркадієм Хайтом для Геннадія Хазанова («Повний спокій»[31], «Таргани»[32], «Папуга»[33], «Дурень»[34]) та Євгена Петросяна («Опудало»[35], «Друг природи»[36], «Цегла на голову»[37], «Шкільні роки»[38] «Не розумію»[39], «Не в назві справа», «Рекомендація», «Перебудова на сімейному фронті»), а також п'єси і кіносценарії)

### Тексти пісень
- «Большой хоровод» (у співавторстві зі школяркою Оленою Жигалкіною[40]; муз.: Борис Савельєв), виконавиця Катерина Семенова та ін
- «Вечер» (муз Вячеслав Добринін) вик. ВІА «Лейся, песня»
- «Золотой ключик» (муз. В. Добринін) вик. ВІА «Веселі хлопці»
- «Мелочи жизни» (муз. В. Добринін) вик. ВІА «Веселі хлопці» (соліст — Анатолій Альошин), В'ячеслав Добринін
- «Мои евреи, живите вечно!» (муз. Е. Бурд) вик. Вахтанг Кікабідзе
- «Песенка Волка» (муз. Ігор Гранів) вик. ВІА «Блакитні гітари»[41]

#### З мультфільмів
- «Всё отлично» (мультфільм «Поліклініка кота Леопольда»)
- «Всё на свете можешь ты» (мультфільм «Автомобіль кота Леопольда»)
- «Доброта» (мультфільм «Леопольд і золота рибка»)
- «Зову мышей на бой» (з мультфільму «Помста кота Леопольда»)
- «Кручу, кручу, кручу педали» (мультфільм «Прогулянка кота Леопольда»)
- «На крутому бережку» (мультфільм «Леопольд і золота рибка»)
- «Неприятность эту мы переживём» (мультфільм «Літо кота Леопольда»)
- «Песня мышей» (з мультфільму «Помста кота Леопольда»)
- «Знову стало небо блакитним» (з мультфільму «Помста кота Леопольда»)

## Фільмографія
- 1973 — «Нові пригоди Доні і Міккі», автор сценарія (спільно з О. Курляндським)
- 1986 — «Мій ніжно коханий детектив», автор сценария (спільно з Г. Горіним)
- 1990 — «Паспорт», автор сценария (спільно з Р. Габріадзе та Г. Данелією)

### Фільми-концерти
- 1985 — "З різних точок зору "(фільм про творчість Євгена Петросяна), автор сценарію і монологів «Люди добрі»[10], «Школьные годы», «Не понимаю», «Дирижёр», «Пугало», «Автоматика» и сценки «Идиот»[42]
- 1991 — «Операція „Петросян“» (фільм про творчість Євгена Петросяна), автор монологів «Шкільні роки», «Не розумію», «Опудало», «Ех, наука», «Автоматика» та сценок «Ідіот» (вик. Євген Петросян, Євген Грушин) і «Співчуття» (вик. Євген Петросян і Елла Чувильчикова)[43]

## Робота на радіо
- «Радіоняня» — один з авторів сценарію і інтермедій «Веселі уроки»

## Телебачення
- «Терем-теремок. Казка для дорослих» (1971) — автор сценарію та мініатюр
- «Кабачок „13 стільців“» — автор мініатюр
- «АБВГДейка» — автор сценарію та мініатюр

## Мультфільми
- «Ну, постривай!» (1-16, 21 випуски, 1969—1986, 2012) — співавтор сценарію (з Феліксом Камовим (1-й — 7-й випуски) та Олександром Курляндським)
- «Пригоди кота Леопольда» (1975—1986) — автор сценарію
- «Небилиці», «перший» (мультжурнал «Весела карусель» № 2, 1970) — автор сценарію
- «Вище голову» (1972) — співавтор сценарію (з Феліксом Камовим та Олександром Курляндським)
- «Навколо світу мимоволі» (1972) — співавтор сценарію (з Феліксом Камовим та Олександром Курляндським)
- «Тільки для дорослих. Випуск 2», «Тільки для дорослих. Випуск 3» (серія мультфільмів «Тільки для дорослих», 1973—1974) — автор сценарію
- «Стадіон шкереберть» (1976) — автор сценарію
- «Репетиція» (1976) — автор сценарію
- «Чарівна камера» (1976) — автор сценарію
- «Бравий інспектор Мамочкін» (1977) — співавтор сценарію (з Гаррі Бардіним)
- «Академічне веслування», «Баскетбол», «Бокс», «Велоспорт», «Водне поло» (мультфільми з циклу «Олімпіада-80»[44], 1980) — автор сценарію
- «Раз ковбой, два ковбой» (1981) — автор сценарію
- «Чортеня з пухнастим хвостом» (1985) — автор сценарію
- «Жив-був ослик» (1985) — автор сценарію
- «У зоопарку — ремонт!» (1987) — автор сценарію
- «Телемани» (1988) — автор сценарію[45]

## Сюжети для журналу«Фитиль»
- «Штурмівщина» (№ 59, 1969) — співавтор сценарію (з Олександром Курляндським)
- «Експонат» (№ 121, 1972) — співавтор сценарію (з О. Курляндським)
- «Важливе обличчя» (№ 140, 1974) — автор сценарію[46]
- «Дивовижні черевички» (№ 183, 1977) — співавтор сценарію (з О. Курляндським)
- «Чужий серед своїх» (№ 200, 1979) — автор сценарію
- «Хитра Механіка» (№ 265, 1984) — автор сценарію

## Сюжети дляжурналу «Єралаш»
- «Експеримент Брикіна» (№ 7) — співавтор сценарію (з В. Селівановим)[47]
- «Аксіома» (№ 8) — співавтор сценарію (з О. Курляндським)[48]
- «Поєдинок» (№ 17) — автор сценарію[49]

## Дискографія
- «Проишествие в стране Мульти-Пульти» (запис 1981 року; платівка була випущена фірмою грамзапису «Мелодія» в 1982 році[50]) — музична казка за участю персонажів популярних радянських мультфільмів.
- «Ребята, давайте жить дружно!» (запис 1983 року; платівка була випущена фірмою грамзапису «Мелодія» в 1984 році[51]) — пісні з мультфільмів про кота Леопольду і мишах (текст і пісні виконав Олександр Калягін).
- «Большой хоровод» (запис 1988; платівка була випущена фірмою грамзапису «Мелодія» в 1989 році) — Пісні на музику Бориса Савельєва («Поліклініка кота Леопольда», «Автомобіль кота Леопольда», «Урок зоології», «Чарівний міст», «Великий танок»).

## Факти
- Монолог «І сміх, і сльози, і любов» на популярну тоді тему шлюбних оголошень, написаний Аркадієм Хайтом для Андрія Миронова (і спільно з ним) актор не встиг записати (монолог призначався для виступу Миронова на телевізійному концерті до 8 березня). Текст монологу, а також спогади Аркадія Хайта про Андрія Миронова (стаття під назвою «Лицар веселого образу») були опубліковані в журналі «Юність».[52][53]